# Шрихарикота
Шрихарико́та (телугу శ్రీహరికోట) — барьерный остров вблизи южной части побережья индийского штата Андхра-Прадеш. На острове располагается Космический центр имени Сатиша Дхавана — единственный индийский космодром; он находится под управлением Индийской организации космических исследований.

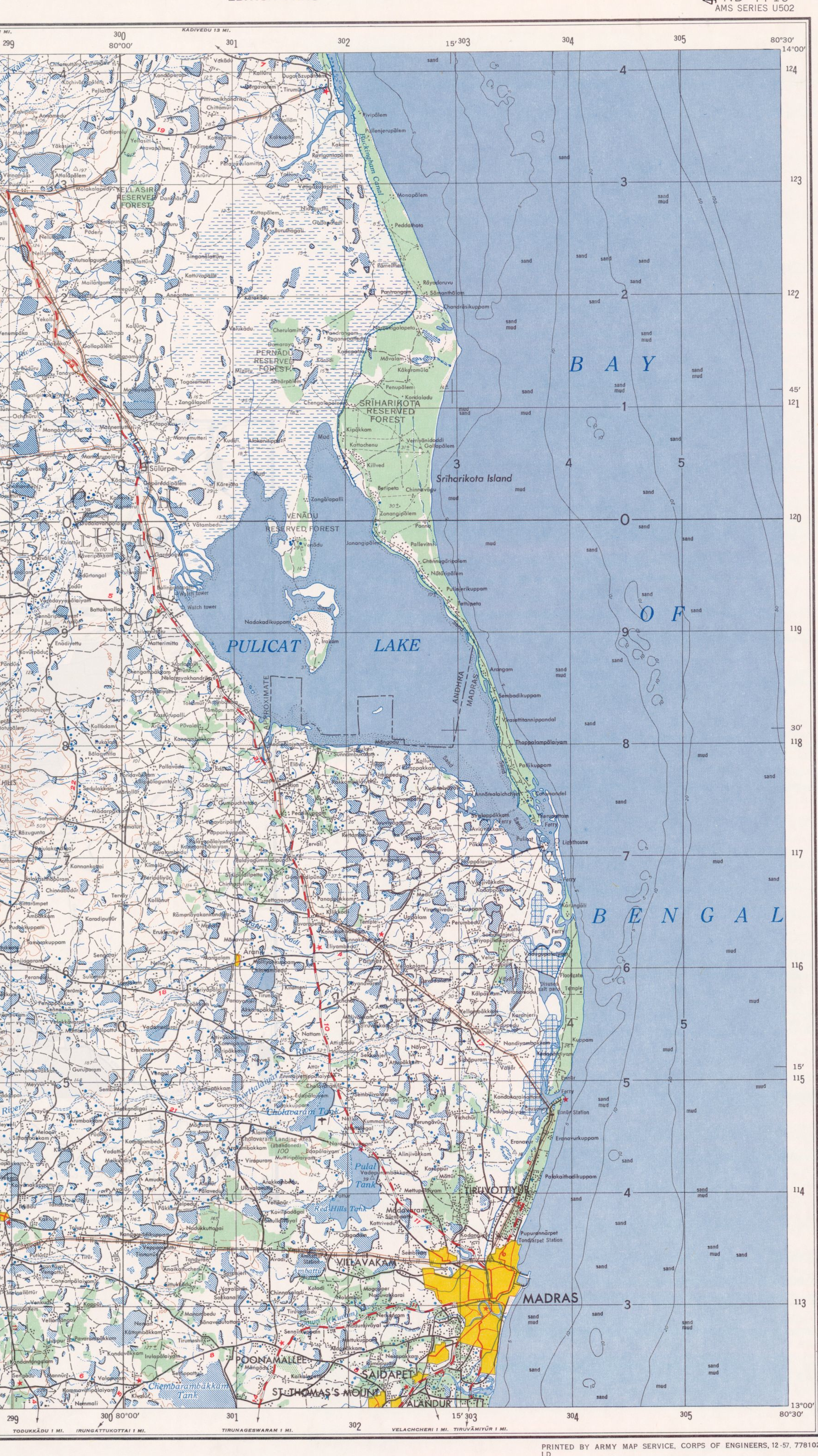
Остров Шрихарикота на карте

Шрихарикота отделяет озеро Пуликат от вод Бенгальского залива. На острове располагается посёлок, также носящий название Пуликат.